# Lonicera nubium
Lonicera nubium är en kaprifolväxtart som först beskrevs av Hand.-mazz., och fick sitt nu gällande namn av Hand.-mazz. Lonicera nubium ingår i släktet tryar, och familjen kaprifolväxter. Inga underarter finns listade i Catalogue of Life.